# Eufriesea venusta
Eufriesea venusta är en biart som först beskrevs av Jesus Santiago Moure 1965.  Eufriesea venusta ingår i släktet Eufriesea, tribus orkidébin, och familjen långtungebin. Inga underarter finns listade.